# 黒岩の滝
黒岩の滝（くろいわのたき）は、兵庫県神崎郡神河町の峰山高原にある滝。

## 概要

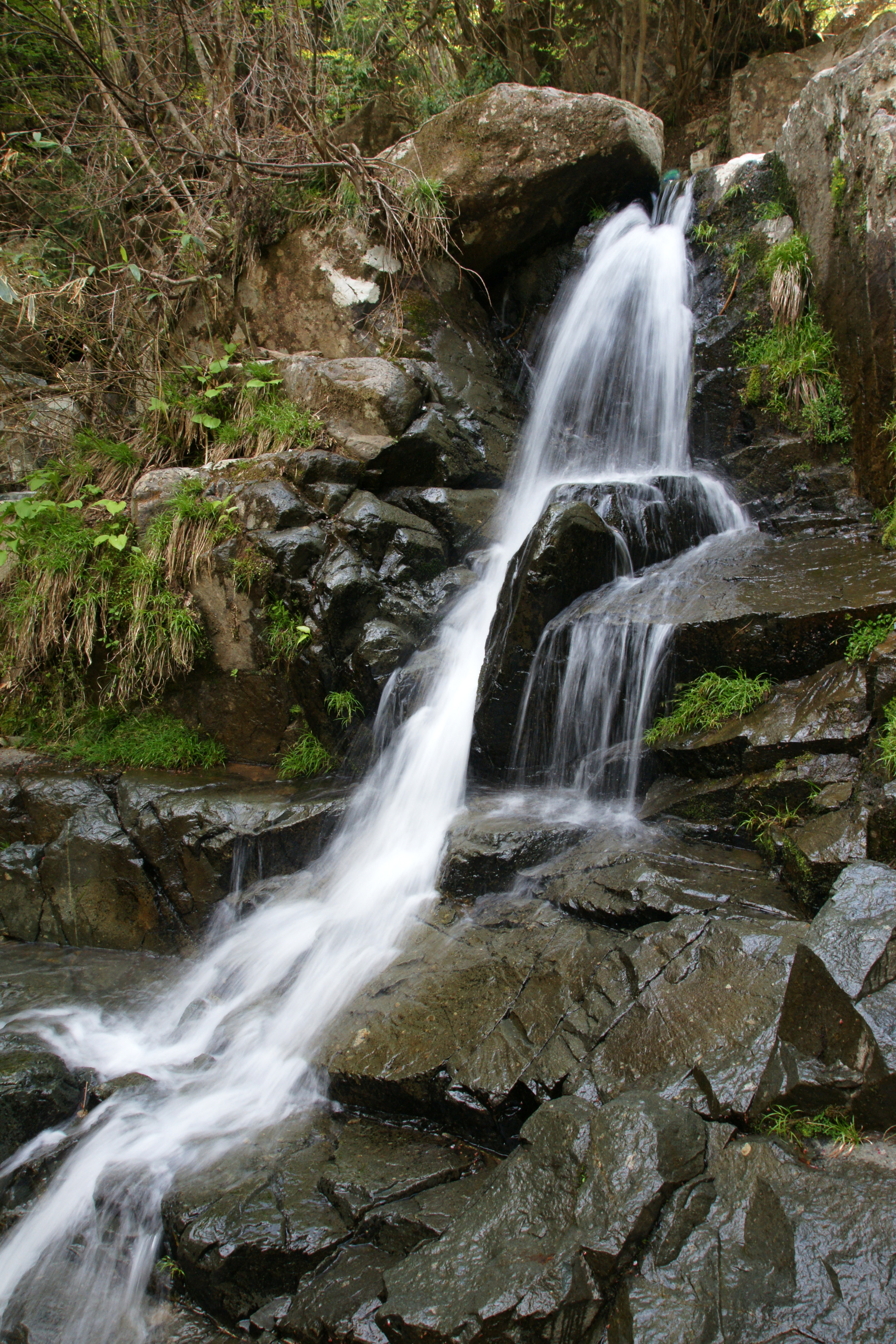
下段の滝

峰山高原を源とする小田原川の上流にかかる落差約20mの滝で、滝の背景である断崖の岩が黒々と光っていることから命名されたと伝わる。岩肌の黒と流れ落ちる水の白のコントラストの鮮烈さから広く知られ、雪彦峰山県立自然公園を代表する滝の一つとされる。
2005年に黒岩の滝を経由する峰山高原登山道入口に駐車場、および峰山高原～砥峰高原～太田ダム間の林道おおかわち高原ラインが整備されて一般車両の通行が可能になり、このエリアへの自家用車でのアクセスが容易になった。

## 交通アクセス
- JR播但線 寺前駅からタクシーで15分の峰山高原登山道入口から徒歩20分
- 峰山高原ホテルRelaXiaから徒歩40分

## 周辺情報
- 雪彦峰山県立自然公園
  - 峰山高原、砥峰高原、扁妙の滝、オウネン滝、太田の滝、足尾の滝、太田池
- 生野銀山
- 銀山まち回廊